# L'isola disabitata
L'isola disabitata, Hob. 28/9, è un'opera (azione teatrale in due parti) di Joseph Haydn, la sua decima opera, scritta per la corte di Eszterházy e rappresentata in prima assoluta il 6 dicembre 1779.

## Storia
Il libretto di Metastasio, l'unico di quell'autore per Haydn, era stato precedentemente adattato da Giuseppe Bonno e successivamente utilizzato da Manuel García. Anche Nino Rota ha adattato brani musicali su di esso.
Il lavoro di Haydn è stato a lungo ricordato per la sua drammatica ouverture nello stile Sturm und Drang, ma il resto dell'opera non è stato stampato fino all'edizione del 1976 di H. C. Robbins Landon (disponibile solo per il noleggio). Una nuova edizione di Thomas J Busse è stata preparata nel 2007 ed è ora online. Il pezzo colpisce per l'uso del recitativo orchestrale accompagnato dappertutto.
C'è anche un libretto con lo stesso titolo di Carlo Goldoni (con lo pseudonimo di Polisseno Fegeio), ambientato da Giuseppe Scarlatti nel 1757; riguarda una donna cinese e marinai olandesi e fu ripreso nel 1760 (e di nuovo a Vienna nel 1773) con il titolo La cinese smarrita.

## Ruoli
| Ruolo    | Registro vocale | Cast della prima, 6 dicembre 1779 (Direttore: Joseph Haydn) |
| -------- | --------------- | ----------------------------------------------------------- |
| Costanza | mezzosoprano    | Barbara Ripamonti                                           |
| Enrico   | baritono        | Benedetto Bianchi                                           |
| Gernando | tenore          | Andrea Totti                                                |
| Silvia   | soprano         | Luigia Polzelli                                             |

## Struttura

### 2 atti
Sinfonia. Largo - Vivace (Sol minore)

### Atto 1
Recit. accompagnato: Costanza, Silvia. Largo (La♭ maggiore)
Aria: Costanza. [Largo] (La♭ maggiore)
Recit. accompagnato: Silvia. Moderato (La maggiore)
Aria: Enrico. Allegro (Si♭ maggiore)
Recit. accompagnato: Silvia. Andante (do maggiore)
Aria: Silvia. Andante (do maggiore)

### Atto 2
Recit. accompagnato: Gernando, Enrico. (La♭ maggiore)
Aria: Gernando. Largo (Mi♭ maggiore)
Recit. accompagnato: Enrico. (La♭ maggiore)
Aria: Silvia. Allegro (Sol maggiore)
Aria: Costanza. Adagio (B♭ maggiore)
Recit. accompagnato: Costanza. (Do maggiore)
Arietta: Gernando. [Adagio] (Do maggiore)
Quartetto: Costanza, Gernando, Silvia, Enrico. Allegro moderato (Do maggiore)

## Trama

### Atto 1
Usando gli strumenti più rozzi, Costanza è sul punto di completare un'iscrizione su una roccia accanto alla sua grotta: "Abbandonata dal traditore Gernando, Constanza finì i suoi giorni su queste spiagge straniere. Viaggiatore amichevole, a meno che tu non sia una tigre, o per vendicarti o per pietà..." La sua giovane sorella Silvia entra, rallegrandosi per il ritorno di un cerbiatto smarrito e chiede perché Costanza sia infelice, trovandosi su un'isola così piacevole, lontana dal mondo, da uomini malvagi che ha spesso descritto, ma che non riesce a rallegrarla. Silvia, sola, guarda una nave arrivare e corre a chiedere alla sorella quale mostro nuota e vola allo stesso tempo. La sua strada viene bloccata da Gernando e dal suo amico Enrico e lei si nasconde, non potendo sentire la loro conversazione. Entrambi erano stati prigionieri di pirati, Gernando sequestrato proprio su questa spiaggia mentre sua moglie si stava riprendendo dal mal di mare. Si separano per perquisire l'isola, Enrico per primo canta la sua infinita gratitudine all'amico per averlo aiutato a fuggire. Silvia è riuscita a guardarlo bene, troppo bello per essere un uomo, ma non indossa nemmeno la gonna. Si meraviglia anche di un nuovo del tipo di paura che provoca gioia: ancora altre domande per Constanza.

### Atto 2
Gernando scopre l'iscrizione e crede che Costanza sia morta. Dichiara ad Enrico la sua intenzione di concludere i suoi giorni sull'isola; quest'ultimo decide che deve essere portato via con la forza per il suo bene e ordina a due marinai di tendergli un'imboscata vicino a un ruscello. Si imbatte in Silvia che, apprendendo che è un uomo dopotutto, implora per la sua vita, ma lui le conquista la sua fiducia e si separano per andare a prendere l'altra coppia. Silvia rimane abbastanza a lungo per cantare un'aria che dà un nome alla sua nuova emozione. Quando se ne va, Constanza arriva, cantando sulla lentezza del tempo. Quando compare Gernando sviene e lui si affretta a prendere dell'acqua al ruscello. Entra Enrico e le spiega tutto; Silvia arriva con Gernando, dopo aver spiegato tutto ai marinai dopo che lo avevano sequestrato. Enrico si propone a Silvia e il lavoro si chiude con un quartetto-rondò con scrittura concertante per violino solo e violoncello.

## Incisioni
- 1977: Norma Lerer (Costanza), Linda Zoghby (Silvia), Luigi Alva (Fernando), Renato Bruson (Enrico), Orchestre de Chambre de Lausanne, Antal Doráti; (Philips);
- 1998: Susanne Mentzer (Constanza), Ying Huang (Silvia), John Aler (Gernando), Christoper Schaldenbrand, (Enrico), Padova Chamber Orchestra, David Golub; Arabesque Records.
- 2009: Ulrike Hofbauer (Costanza), Barbara Kraus (Silvia), Christian Zenker (Fernando), Reinhard Mayr (Enrico), L'Orfeo Barockorchester, Michi Gaigg; (Deutsche Harmonia Mundi).
- 2021 Akademie fur alte Music Berlin,Bernhard Forck (Pentatone)